# Giulio Piccolo
Giulio Piccolo (Itália, 1880 — São Paulo, 1910) foi um aviador italiano. 

## História
Giulio Piccolo fez vários voos bem-sucedidos na Europa, onde obteve o certificado do Aero Clube da França em 23 de novembro de 1910. 
Desembarcou em São Paulo em dezembro de 1910, com um aeroplano Blériot, para concorrer ao prêmio "Santos-Dumont" de aviação, instituído pelo recém-criado Aeroclube de São Paulo. No dia 24 de dezembro, acidentou-se enquanto fazia testes com seu aeroplano no Velódromo de São Paulo. Foi socorrido e levado no automóvel do jornal Fanfulla ao Hospital Umberto I, onde chegou a ser operado, mas não resistiu aos ferimentos.
Giulio Piccolo morreu na madrugada do dia 25 de dezembro de 1910,tornando-se a primeira vítima de um acidente de aviação em território brasileiro. Seu corpo está enterrado em São Paulo.
O prêmio "Santos-Dumont" foi entregue ao único concorrente de Giulio Piccolo, o também italiano Ruggerone, que realizou vários voos bem-sucedidos em São Paulo, com seu aeroplano Farman.
O aeroplano Blériot com o qual Piccolo sofreu o acidente fatal foi comprado por Dimitri Sensaud de Lavaud, que o consertou e com ele fez um voo no Parque Antárctica, hoje também conhecido como Estádio Palestra Itália, em São Paulo, em 19 de fevereiro de 1911.